# Burni Kemiri
Burni Kemiri är ett berg i Indonesien.   Det ligger i provinsen Aceh, i den västra delen av landet, 1 600 km nordväst om huvudstaden Jakarta. Toppen på Burni Kemiri är 2 856 meter över havet, eller 389 meter över den omgivande terrängen. Bredden vid basen är 2,1 km. Burni Kemiri ingår i Van Daalen Mountains.
Terrängen runt Burni Kemiri är varierad.  Trakten runt Burni Kemiri är nära nog obefolkad, med mindre än två invånare per kvadratkilometer. Det finns inga samhällen i närheten. I omgivningarna runt Burni Kemiri växer i huvudsak städsegrön lövskog.